# Jón Páll Sigmarsson
Jón Páll Sigmarsson (Hafnarfjörður, 28 april 1960 – 16 januari 1993) was een IJslandse bodybuilder en powerlifter die bij de Sterkste Man-competitie tot viermaal toe tot "Sterkste Man van de Wereld" werd uitgeroepen (1984, 1986, 1988 en 1990) en twee keer tot Sterkste Man van Europa.
Tijdens de Sterkste Man-competitie placht hij in de camera en tegen het publiek te schreeuwen: "I am not an Eskimo, I'm a Viking!"
Een bekende uitspraak van hem was:
"Het heeft geen zin om te leven als je niet kunt deadliften."
Sigmarsson overleed op 32-jarige leeftijd aan de gevolgen van een hartstilstand (waarschijnlijk veroorzaakt door een gescheurde lichaamsslagader) tijdens het deadliften.